# Anesidri, Hiriyur
Anesidri là một làng thuộc tehsil Hiriyur, huyện Chitradurga, bang Karnataka, Ấn Độ.